# Pepingen
Pepingen là một đô thị ở tỉnh Vlaams-Brabant. Đô thị này bao gồm các làng Beert, Bellingen, Bogaarden, Elingen, Heikruis và Pepingen proper. Tại thời điểm ngày 1 tháng 1 năm  2006 Pepingen có tổng dân số 4.352 người. Tổng diện tích là 36,05 km² với mật độ dân số là 121 người trên mỗi km².